# Pelinsu Şahin
Pelinsu Şahin (* 24. März 2003) ist eine türkische Leichtathletin, die im Mittel- und Langstreckenlauf an den Start geht.

## Sportliche Laufbahn
Erste internationale Erfahrungen sammelte Pelinsu Şahin im Jahr 2021, als sie bei den U20-Balkan-Hallenmeisterschaften in Sofia in 10:31,04 min den neunten Platz im 3000-Meter-Lauf belegte. Im Juni gewann sie bei den U20-Balkan-Meisterschaften in Istanbul in 10:40,58 min die Bronzemedaille über 3000 m Hindernis und anschließend gelangte sie bei den U20-Europameisterschaften in Tallinn mit 10:46,02 min auf Rang 14 im Hindernislauf. Im Jahr darauf siegte sie in 4:32,50 min im 1500-Meter-Lauf bei den U20-Balkan-Meisterschaften in Denizli und siegte in 10:23,60 min auch im Hindernislauf, ehe sie bei den U20-Weltmeisterschaften in Cali mit 10:55,87 min im Vorlauf ausschied. Im Dezember gelangte sie bei den Crosslauf-Europameisterschaften in Turin mit 13:43 min auf den zehnten Platz im U20-Rennen und gewann in der Teamwertung die Silbermedaille. 2023 schied sie bei den U23-Europameisterschaften in Espoo mit 10:31,36 min im Vorlauf über 3000 m Hindernis aus und im Dezember gelangte sie bei den Crosslauf-Europameisterschaften in Brüssel mit 28:31 min auf den 24. Platz im U23-Rennen. Im Jahr darauf gewann sie bei den Balkan-Hallenmeisterschaften in Istanbul in 9:13,18 min die Silbermedaille über 3000 Meter hinter der Albanerin Luiza Gega. Im Mai siegte sie in 9:58,41 min über 3000 m Hindernis bei den U23-Mittelmeer-Meisterschaften in Ismailia. Im Dezember belegte sie in 21:59 min den achten Platz im U23-Rennen bei den Crosslauf-Europameisterschaften in Antalya und sicherte sich in der Teamwertung die Silbermedaille hinter dem britischen Team. 
Bei den erstmals ausgetragenen Straßenlauf-Europameisterschaften 2025 in Löwen wurde sie in 34:15 min 63. über 10 km. Im Juli belegte sie bei den U23-Europameisterschaften in Bergen in 9:37,35 min den vierten Platz über 3000 m Hindernis. Kurz darauf belegte sie bei den World University Games in Bochum in 9:44,19 min den fünften Platz im Hindernislauf.
2022 wurde Şahin türkische Meisterin im 3000-Meter-Lauf im Freien sowie 2025 in der Halle.

## Persönliche Bestleistungen
- 1500 Meter: 4:24,38 min, 1. Juni 2024 in Izmir
  - 1500 Meter (Halle): 4:20,50 min, 21. Februar 2025 in Istanbul
- 3000 Meter: 9:37,70 min, 25. Juni 2022 in Bursa
  - 3000 Meter (Halle): 9:12,80 min, 23. Februar 2025 in Istanbul
- 10-km-Straßenlauf: 34:15 min, 13. April 2025 in Löwen
- 3000 m Hindernis: 9:37,35 min, 19. Juli 2025 in Bergen